# شهرستان ساراتوگا (نیویورک)
شهرستان ساراتوگا، نیویورک (به انگلیسی: Saratoga County, New York) یک سکونتگاه مسکونی در ایالات متحده آمریکا است که در ایالت نیویورک واقع شده‌است.

## خصوصیات
شهرستان ساراتوگا ۲٬۱۸۵٫۹۶ کیلومترمربع مساحت دارد.